# Ђалакута (Хунедоара)
Ђалакута (рум. Gialacuta) насеље је у Румунији у округу Хунедоара у општини Бранишка. Oпштина се налази на надморској висини од 298 m.

## Становништво
Према подацима из 2002. године у насељу је живело 25 становника, од којих су сви румунске националности.